# 山本豊
山本 豊（やまもと ゆたか、1952年 - ）は、日本の民法学者。京都大学名誉教授。日本クレジット協会会長。

## 人物・経歴
1976年東北大学法学部卒業。東北大学法学部助手、上智大学法学部教授を経て、2004年から京都大学大学院法学研究科教授を務め、日本消費者法学会理事、金融ADR法学会理事、消費経済審議会会長、国民生活センター紛争解決委員会委員長、産業構造審議会臨時委員、カンボディア法整備支援に係る国内支援委員、交通事故紛争処理センター審査員、国民生活審議会消費者政策部会委員・消費者団体訴訟制度検討委員会委員長、食料・農業・農村政策審議会委員・消費安全分科会長などを歴任した。2018年京都大学名誉教授。2019年日本クレジット協会会長。

## 著書
- 『不当条項規制と自己責任・契約正義』有斐閣 1997年
- 『民法 4』（川井健、鎌田薫と共編著）三省堂 2000年
- 『特集消費者撤回権をめぐる法と政策』民事法研究会 2012年
- 『民法 5』（笠井修、北居功と共著）有斐閣 2018年

## 編集
- 『交通事故判例百選』（新美育文、古笛恵子と共編）有斐閣 2017年
- 『債権 7,8』有斐閣 2017年
- 『債権 7: §§623-696』有斐閣 2018年

## 監修
- 村千鶴子他著『消費者契約紛争ハンドブック：Q&A』弘文堂 2001年